# Знак на съдбата
„Знак на съдбата“ (на английски: Serendipity) е филм на режисьора Питър Челсън и сценарист Марк Клейн. В главните роли участват Джон Кюсак и Кейт Бекинсейл.
Музиката във филма е дело на Алън Силвестри. Филмът „Знак на съдбата“ е заснет през пролетта на 2001 година в Ню Джърси, Ню Йорк, Сан Франциско, Калифорния.

## Сюжет
Сюжетът на филма разказва за любовната история на Джонатън и Сара. Те се срещат случайно в сградата Блумингдейл, където искат да купят един и същ чифт ръкавици за подарък за Коледа. Сара разкрива, че вярва в нещо много ценно за нея – съдбата. Джонатън се влюбва веднага в Сара, която отказва да каже името си пред него. Минават години, когато започва тяхната приказка. Години наред се опитват да открият другия, докато Сара не се решава на важна житейска стъпка – да се омъжи за своя дългогодишен приятел, а в същото време Джонатън обмисля същото. Сара лети до Ню Йорк с приятелката си Ив, защото силно желае да срещне мъжа от онази Коледа. В същото време Джонатън също прави невъзможното, за да открие името на тайнственото момиче с червен шал и прекрасна усмивка. В края на филма Джонатън посещава ледената пързалка, където те са прекарали часове преди години. Точно там те се срещат и за първи път се запознават истински.

## В България
През 2004 г. Диема+ излъчи филма с български дублаж за телевизията. Екипът се състои от:
| Преводач           | Златина Тенева                                               |
| Тонрежисьор        | Тони Тодоров                                                 |
| Озвучаващи артисти | Здрава Каменова Силвия Русинова Николай Николов Борис Чернев |